# Каретников, Андрей Андреевич
Андрей Андреевич Каретников (1875 — не ранее 1916) — архитектор, реставратор, фотограф, собиратель древностей. В начале XX века служил в Архангельской губернии в должности губернского архитектора (1903—1916) и епархиального архитектора (1903—1908). В качестве члена Епархиального церковно-археологического комитета внес большой вклад в формирование Древлехранилища — уникальной коллекции памятников материальной культуры. Работал в составе Архангельского общества изучения Русского Севера, неоднократно выступал с докладами, посвященными вопросам изучения и сохранения памятников церковного зодчества Архангельской губернии.
Своим учителем считал известного реставратора Петра Петровича Покрышкина. Принимал участие в реставрации ряда памятников архитектуры (Никольская церковь в с. Панилово, деревянная колокольня в с. Турчасово, Никольская церковь в с. Зачачье, Троицкая церковь в Ухтострове и др.). Находясь на посту губернского и епархиального архитектора, много сделал для сохранения памятников деревянного зодчества Русского севера, отказывая в утверждении проектов разборки или перестройки древних церквей.
С момента создания в Архангельске фотографического общества (1909) избран товарищем председателя. Увлеченно занимался фотографией, создал коллекцию фотографий старинных церквей Архангельской епархии, значительная часть которой сохраняется в Архангельском областном краеведческом музее. В 2010 году фотографии А. А. Каретникова были опубликованы в виде фотоальбома с приложением текста нескольких его работ.

## Сохранившиеся постройки
Лечебница П.А. Дмитриевского (1911) — Архангельск, пр. Чумбарова-Лучинского, 24  Памятник культуры (регистрационные номера 321310009930005)

## Публикации
- Деревянное церковное строительство: (фотоальбом / фот. и авт. текста А. А. Каретников; (авт. вступ. ст. и сост. : Е. П. Бронникова); Арханг. обл. краеведч. музей.- Архангельск: ОАО "ИПП «Правда Севера», 2010.- 160 с. : ил.- (Серия: «Архангельский Север в фотографиях»; вып. 6).- 1000 экз. ISBN 978-5-85879-639-8